# Gennadij Sosonko
Gennadij Borisovič Sosonko (in russo Геннадий Борисович Сосонко?; Troick, 18 maggio 1943) è uno scacchista olandese di origine russa.
Nel 1972 si trasferì dall'Unione Sovietica ai Paesi Bassi. La sua defezione irritò molto i dirigenti della federazione sovietica, al punto che fecero pressioni sulla FIDE perché lo dichiarasse una "non persona".
Ha vinto due volte il Campionato olandese: nel 1973 e nel 1978 (ex aequo).
Ottenne il titolo di Maestro Internazionale nel 1974 e di Grande maestro nel 1976. Nel 2004 la FIDE gli ha attribuito anche il titolo di "FIDE Senior Trainer" (Istruttore Senior).
Sosonko ha partecipato con l'Olanda a 11 Olimpiadi dal 1974 al 1996, con il risultato complessivo di +28 –4 =64 (62,5 %). Ha vinto due medaglie individuali (oro ad Haifa 1976 e bronzo a Nizza 1974) e due medaglie di squadra (argento a Haifa 1976 e bronzo a Salonicco 1988).
Altri risultati di torneo:
- nel 1958 vince il campionato juniores di Leningrado;
- ha vinto i tornei di Wijk aan Zee 1977, Nimega 1978, Wijk aan Zee 1981; altri piazzamenti sono stati: 3º ad Amsterdam 1980, 3º a Tilburg 1982.

Sosonko ha scritto tre libri, in cui racconta le sue esperienze scacchistiche e personali in Unione Sovietica e i suoi rapporti con molti campioni sovietici:
- Russian Silhouettes, New in Chess, 2001 – ISBN 90-5691-078-7
- The Reliable Past, New in Chess, 2003 – ISBN 90-5691-114-7
- Smart Chips from St. Petersburg: And Other Tales of a Bygone Chess Era, New in Chess, 2006 – ISBN 90-5691-169-4